# Groß-Schweinbarth
Groß-Schweinbarth è un comune austriaco di 1 291 abitanti nel distretto di Gänserndorf, in Bassa Austria; ha lo status di comune mercato (Marktgemeinde).